# Liophis ornatus
Liophis ornatus је гмизавац из реда Squamata и фамилије Colubridae.

## Угроженост
Ова врста се сматра угроженом.

## Распрострањење
Света Луција је једино познато природно станиште врсте.

## Станиште
Врста Liophis ornatus има станиште на копну.